# Migorybia miranda
Migorybia miranda är en skalbaggsart som beskrevs av Martins 1985. Migorybia miranda ingår i släktet Migorybia och familjen långhorningar.
Artens utbredningsområde är Venezuela. Inga underarter finns listade i Catalogue of Life.